# Kolhar (Old), Basavana Bagevadi
Kolhar (Old) là một làng thuộc tehsil Basavana Bagevadi, huyện Bijapur, bang Karnataka, Ấn Độ.